# Zaatcha
Zaatcha, ou Za'âtsha, est une oasis algérienne de la wilaya de Biskra, située sur la route nationale 46 (Biskra-Bou Saâda), entre Tolga et Lichana, à 30 km à l'ouest de Biskra.

## Histoire
Elle est célèbre en raison de la bataille, qui s'y est déroulé principalement en novembre 1849, entre les troupes de l'armée d'Afrique du général Herbillon et les insurgés conduit par le cheikh Ahmed Bouziane. L'assaut final, le 26 novembre 1849, a tourné au massacre. Le bilan final a coûté 3 000 vies humaines, à peu près également réparties.